# عائلات لاجئة بحضانة أطفال غير مبالين
عائلات لاجئة بحضانة أطفال غير مبالين كانت مسألة نقاش طبي وسياسي في السويد عام 2006، واختصت بطالبي اللجوء إلى السويد الذين سافروا بصحبة أطفال يعانون من تبلد الإحساس. كانت تلك الفترة موضوعًا للتغطية الإعلامية، وبدأت عام 2002 بعدد قضايا وصل إلى 55. وفي عام 2005، ازداد عدد القضايا ليصل إلى 424 قصية. معظم اللاجئين كانوا من كازاخستان، أوزبكستان، أرمينيا، وأذربيجان. بعد فترة، دار نقاش حاد بين الطبيب النفسي توماس جاكسون وخبير تحقيق الدولة، والذي ترجع له الفكرة المثيرة للجدل عندما قال أنه كان يتم إيذاء الأطفال، ثم تم استبعاده من النقاش. تلى ذلك إعلان جاكسون في مقالة له أنه ليس اشتراكي وطني. وانتهى النقاش بعدها بالوصول إلى سياسة كريمة للاجئين، بتسمية حالة أطفال اللاجئين فاتري المشاعر إلى متلازمة الاستسلام " resignation syndrome". عارض جاسكون ذلك التشخيص بشدة، في إصرار منه على تسميته بإساءة تعسفية للطفل. نقد جاكسون أيضًا الأطباء السويديين والرعاية الصحية للمساهمة بشكل غير مباشر في إيذاء الأطفال. وعندما تم الكشف عن شكوك حدوث تلاعب وإيذاء للأطفال، نشرت جريدة أخبار 24 "News24" مقالة عام 2005 بعنوان «الكشف عن خداع السويد في الإساءة للأطفال».